# Gros plan (roman)
Pour les articles homonymes, voir Gros plan (homonymie).
Gros plan, est un roman d’Idé Oumarou paru en 1977 aux Nouvelles Editions Africaines,. L’œuvre reçoit le grand prix littéraire d’Afrique noire en 1978.